# Milford, Nebraska
Milford är en ort i Seward County i Nebraska. Vid 2010 års folkräkning hade Milford 2 090 invånare.